# ガラスの動物園 (アルバム)
『ガラスの動物園』（ガラスのどうぶつえん）は1976年にリリースされた、甲斐バンドの3作目のオリジナル・アルバム。

## 概要
甲斐バンド3作目のオリジナル・アルバムである。当時としては異例の300時間をかけて録音された。当時の歌詞カードによると、レコードの容量に対して多くの曲を入れるために通常より音量が小さくなっている。
当時、甲斐よしひろが福岡の高校生時代から付き合っていた彼女との想いやエピソードを、歌詞に赤裸々に綴ったとされる。
2007年に紙ジャケット・デジタルリマスター盤にて復刻された。その際、2曲のボーナストラックが収録された。

## 収録曲

### オリジナル / アナログ盤
| 全作詞・作曲・編曲: 甲斐よしひろ。 |                            |              |              |      |
| #                                  | タイトル                   | 作詞         | 作曲・編曲   | 時間 |
| 1.                                 | 「らせん階段」             | 甲斐よしひろ | 甲斐よしひろ | 3:40 |
| 2.                                 | 「黒い夏」                 | 甲斐よしひろ | 甲斐よしひろ | 3:46 |
| 3.                                 | 「新宿」                   | 甲斐よしひろ | 甲斐よしひろ | 4:52 |
| 4.                                 | 「テレフォン・ノイローゼ」 | 甲斐よしひろ | 甲斐よしひろ | 4:04 |
| 5.                                 | 「東京の一夜」             | 甲斐よしひろ | 甲斐よしひろ | 4:04 |
| 6.                                 | 「昨日鳴る鐘の音」         | 甲斐よしひろ | 甲斐よしひろ | 5:07 |
| 合計時間:                          | 合計時間:                  | 25:33        |              |      |

| #         | タイトル               | 作詞  | 作曲・編曲 | 時間 |
| --------- | ---------------------- | ----- | ---------- | ---- |
| 1.        | 「やせた女のブルース」 |       |            | 2:23 |
| 2.        | 「男と女のいる舗道」   |       |            | 4:37 |
| 3.        | 「あの日からの便り」   |       |            | 3:26 |
| 4.        | 「悪いうわさ」         |       |            | 8:15 |
| 5.        | 「ゆきずりの風」       |       |            | 2:18 |
| 合計時間: | 合計時間:              | 20:59 |            |      |

### 2007盤
| 全作詞・作曲・編曲: 甲斐よしひろ（#12、Strings: 乾裕樹）。 |                                                          |                                         |                                         |      |
| #                                                          | タイトル                                                 | 作詞                                    | 作曲・編曲                              | 時間 |
| 1.                                                         | 「らせん階段」                                           | 甲斐よしひろ（#12、 Strings : 乾裕樹 ） | 甲斐よしひろ（#12、 Strings : 乾裕樹 ） | 3:40 |
| 2.                                                         | 「黒い夏」                                               | 甲斐よしひろ（#12、 Strings : 乾裕樹 ） | 甲斐よしひろ（#12、 Strings : 乾裕樹 ） | 3:46 |
| 3.                                                         | 「新宿」                                                 | 甲斐よしひろ（#12、 Strings : 乾裕樹 ） | 甲斐よしひろ（#12、 Strings : 乾裕樹 ） | 4:52 |
| 4.                                                         | 「テレフォン・ノイローゼ」                               | 甲斐よしひろ（#12、 Strings : 乾裕樹 ） | 甲斐よしひろ（#12、 Strings : 乾裕樹 ） | 4:04 |
| 5.                                                         | 「東京の一夜」                                           | 甲斐よしひろ（#12、 Strings : 乾裕樹 ） | 甲斐よしひろ（#12、 Strings : 乾裕樹 ） | 4:04 |
| 6.                                                         | 「昨日鳴る鐘の音」                                       | 甲斐よしひろ（#12、 Strings : 乾裕樹 ） | 甲斐よしひろ（#12、 Strings : 乾裕樹 ） | 5:07 |
| 7.                                                         | 「やせた女のブルース」                                   | 甲斐よしひろ（#12、 Strings : 乾裕樹 ） | 甲斐よしひろ（#12、 Strings : 乾裕樹 ） | 2:23 |
| 8.                                                         | 「男と女のいる舗道」                                     | 甲斐よしひろ（#12、 Strings : 乾裕樹 ） | 甲斐よしひろ（#12、 Strings : 乾裕樹 ） | 4:37 |
| 9.                                                         | 「あの日からの便り」                                     | 甲斐よしひろ（#12、 Strings : 乾裕樹 ） | 甲斐よしひろ（#12、 Strings : 乾裕樹 ） | 3:26 |
| 10.                                                        | 「悪いうわさ」                                           | 甲斐よしひろ（#12、 Strings : 乾裕樹 ） | 甲斐よしひろ（#12、 Strings : 乾裕樹 ） | 8:15 |
| 11.                                                        | 「ゆきずりの風」                                         | 甲斐よしひろ（#12、 Strings : 乾裕樹 ） | 甲斐よしひろ（#12、 Strings : 乾裕樹 ） | 2:18 |
| 12.                                                        | 「昨日鳴る鐘の音 (シングル・ヴァージョン)」(Bonus Track) | 甲斐よしひろ（#12、 Strings : 乾裕樹 ） | 甲斐よしひろ（#12、 Strings : 乾裕樹 ） | 3:58 |
| 13.                                                        | 「テレフォン・ノイローゼ (TV MIX)」(Bonus Track)         | 甲斐よしひろ（#12、 Strings : 乾裕樹 ） | 甲斐よしひろ（#12、 Strings : 乾裕樹 ） | 3:55 |
| 合計時間:                                                  | 合計時間:                                                | 54:25                                   |                                         |      |